# Émile Vitta
Félix Émile Vitta (né le 13 mai 1866 à Lyon et mort le 7 janvier 1954 à Paris) est un poète, explorateur, philanthrope et collectionneur français.

## Biographie
Émile Vitta est le fils du baron Jonas Vitta (1820-1892), riche banquier et négociant en soie, italien de Casale Monferrato installé à Lyon, et de la baronne Hélène Oppenheimer (1837-1901), issue de la haute bourgeoisie parisienne. Il est le petit-fils de Giuseppe Raffaele Vitta, banquier de Casale Monferrato élevé au rang de baron héréditaire par Victor-Emmanuel II en 1855. Il est le de frère de Joseph Vitta et de Fanny Vitta,.
Il est délégué général de l'université populaire du faubourg Saint-Antoine. Il fonde l'Association nationale des orphelins de la guerre à Étretat en 1914.

## Publications
- Poèmes de guerre, septembre-octobre-novembre 1939, 1940
- Le Rythme universel, 1932
- La Promenade franciscaine, 1926, 1927, 1933
- À Chalis, 1928
- À travers un vitrail. Poésies dessins de Willette et de Boutet de Monvel, 1892
- Passage sur terre : poème en sept recueils, 1938
- La Chevauchée de Jeanne, [1934]
- Le Lac des pleurs et quelques autres poésies nouvelles, 1926
- Poèmes, 1934
- Pierrette au Mont de piété et quelques autres poésies, 1925
- Farandole de Pierrots : poésies, 15 dessins d'Adolphe Léon Willette, Paris, Vanier, 1890
- La Promenade châlisienne, [1933]
- Le Mur, 1929
- Vers l'étoile , 1892

## Sources
- André Dumas, Poètes nouveaux: morceaux choisis accompagnés de notices bio- et bibliographiques et de nombreux autographes, Librairie Delagrave, 1937
- Henri Bremond, Georges Goyau, Joseph Ageorges, Manuel de la littérature catholique en France de 1870 à nos jours, Éditions Spes, 1939
- Gilles Picq, Laurent Tailhade ou de la provocation considérée comme un art de vivre, Maisonneuve et Larose, 2001